# Julestjernen (betlehemsstjernen)
 For alternative betydninger, se Julestjerne. (Se også artikler, som begynder med Julestjerne)
Julestjernen eller betlehemsstjernen er ofte anvendte betegnelser for den stjerne, der ifølge fortællingen om de vise mænd (hellige tre konger) i Matt 2,1-12 ledte disse til Jesusbarnet i Betlehem.
Det er værd at bemærke, at i bibelen er der ikke et ord om, at de skulle være hellige, der angives intet antal og de omtales som magi/mágoi (vismænd), ikke som konger. De hellige tre konger er en middelalderlig opfindelse, som det også fremgår af artiklen om Helligtrekongersdag.
Der har gennem tiderne været givet vidt forskellige forklaringer på denne stjerne. Nogle har betragtet den som ren mytologisk uden bund i virkeligheden og andre som et mirakel, der hverken kan eller bør forklares. Endelig har man forsøgt at forklare stjernen som forskellige velkendte astronomiske fænomener:
- En konjunktion af Jupiter og Saturn i 7 f.Kr. eller Jupiter og Venus 17. juni 2 f.Kr.
- Halleys komet, der med sin tilsynekomst i 12 f.Kr. dog er lidt for tidlig i forhold til andre dateringer af Jesu fødsel
- En supernova, hvilket bl.a. Johannes Kepler foreslog efter at have observeret en sådan i 1604

## Julestjernen i litteraturen
Julestjernen spiller en fremtrædende rolle i N.F.S. Grundtvigs salme Dejlig er den himmel blå fra 1810, der er en populær julesalme. Dog mest populær i den forkortede udgave fra 1853 med syv strofer i stedet for de oprindelige 19 (kan læses på Kalliope). I de sidste to strofer udlægges stjernen allegorisk (her med ordlyden fra den forkortede udgave):
"Stjernen ledte vise mænd

til vor Herre Kristus hen;

vi har og en ledestjerne,

og når vi den følger gerne,

kommer vi til Jesus Krist,

kommer vi til Jesus Krist.

Denne stjerne lys og mild,

som kan aldrig lede vild,

er hans guddoms-ord det klare,

som han os lod åbenbare

til at lyse for vor fod,

til at lyse for vor fod."
Også i B.S. Ingemanns I østen stiger solen op (på Kalliope) optræder julestjernen, idet solens glans sammenlignes med dennes. Formodentlig er det denne salme, som H.C. Andersen har i tankerne, da han i eventyret Tolv med Posten (i Arkiv for Dansk Litteratur Arkiveret 18. december 2005 hos  Wayback Machine), der blev offentliggjort 2. marts 1861, skriver:
"Ildpotten varmer som en Kakkelovn, jeg tager Eventyr-Bogen op af Lommen og læser høit, saa at alle Børnene i Stuen blive stille, men Dukkerne paa Træet blive levende og den lille Engel af Vox, øverst oppe i Træet, ryster med Knittergulds-Vingerne, flyver fra den grønne Top og kysser Smaa og Store inde i Stuen, ja de fattige Børn med, som staae udenfor og synge Julesangen om Stjernen over Bethlehem!"
H.C. Andersen brugte også julestjernen i sin julesang fra 1832, Barn Jesus i en Krybbe laae, hvor det hedder i første strofe:
Men Stjernen over Huset stod,

Og Oxen kyssed' Barnets Fod,